# Giorgio Carollo
Giorgio Carollo (Vicenza, 30 marzo 1944) è un politico italiano.

## Biografia
Laureato in economia e commercio, è stato deputato del Parlamento europeo eletto nel 2004 per la lista di Forza Italia nella circoscrizione nord-est, ricevendo più di 56.000 preferenze. In tale veste era iscritto al gruppo del Partito Popolare Europeo e membro dei seguenti organismi parlamentari: Commissione per la pesca; Commissione per il commercio internazionale; Commissione per l'agricoltura e lo sviluppo rurale; Delegazione alla commissione parlamentare mista UE-Cile; Delegazione alla commissione parlamentare mista UE-Romania; Delegazione alle commissioni di cooperazione parlamentare UE-Kazakistan, UE-Kirghizistan e UE-Uzbekistan e per le relazioni con il Tagikistan, il Turkmenistan e la Mongolia.
Dopo essere stato coordinatore regionale di Forza Italia in Veneto dal 1998 al 2005, fondava un movimento politico trans-partitico chiamato Veneto per il PPE, che nel 2006 è giunto ad avere 18.000 iscritti. Nel marzo 2006, in protesta con la formazione delle liste elettorali per le elezioni politiche, ha lasciato Forza Italia e ha cominciato a trasformare il suo movimento in un vero e proprio partito.
Il suo movimento, a marzo 2009, è confluito nell'Unione di Centro, ottenendo la candidatura a parlamentare europeo ma non risultando tra gli eletti a Strasburgo.